# Allerton (Iowa)
Pour les articles homonymes, voir Allerton.
Allerton est une ville, du comté de Wayne en Iowa, aux États-Unis. Elle est incorporée le 1er octobre 1874.

## Source de la traduction
- (en) Cet article est partiellement ou en totalité issu de l’article de Wikipédia en anglais intitulé « Allerton, Iowa » (voir la liste des auteurs).